# Перитаун (Арканзас)
Перитаун (енгл. Perrytown) град је у америчкој савезној држави Арканзас.

## Демографија
По попису из 2010. године број становника је 272, што је 17 (6,7%) становника више него 2000. године.
| Група             | 2000.       | 2010.       |
| Белци             | 220 (86,3%) | 192 (70,6%) |
| Афроамериканци    | 23 (9,0%)   | 67 (24,6%)  |
| Азијати           | 0 (0,0%)    | 1 (0,4%)    |
| Хиспаноамериканци | 11 (4,3%)   | 6 (2,2%)    |
| Укупно            | 255         | 272         |